# Kinesisk Taipei ved sommer-OL 2016
Kinesisk Taipei deltog under Sommer-OL 2016 i Rio de Janeiro som blev arrangeret i perioden 5. august til 21. august 2012. 

## Medaljer
| 2016 Rio de Janeiro | Guld | Sølv | Bronze | Total |
| Kinesisk Taipei     | 1    | 0    | 2      | 3     |

### Medaljevinderne
| Kinesisk Taipei under sommer-OL 2016 i Rio de Janeiro | Kinesisk Taipei under sommer-OL 2016 i Rio de Janeiro | Kinesisk Taipei under sommer-OL 2016 i Rio de Janeiro | Kinesisk Taipei under sommer-OL 2016 i Rio de Janeiro | Kinesisk Taipei under sommer-OL 2016 i Rio de Janeiro |
| Medalje                                               | Navn                                                  | Sport                                                 | Event                                                 | Dato                                                  |
| ----------------------------------------------------- | ----------------------------------------------------- | ----------------------------------------------------- | ----------------------------------------------------- | ----------------------------------------------------- |
| Guld                                                  | Hsu Shu-ching                                         | Vægtløftning                                          | Kvindernes 53 kg                                      | 7. august                                             |
| Bronze                                                | Le Chien-ying Lin Shih-chia Tan Ya-ting               | Bueskydning                                           | Damehold                                              | 7. august                                             |
| Bronze                                                | Kuo Hsing-Chun                                        | Vægtløftning                                          | Kvindernes 58 kg                                      | 8. august                                             |